# EHF-Europapokal der Pokalsieger der Frauen 2003/04
Am EHF-Europapokal der Pokalsieger 2003/04 nahmen 31 Handball-Vereinsmannschaften aus 26 Ländern teil. Diese qualifizierten sich in der vorangegangenen Saison in ihren Heimatländern im Pokalwettbewerb für den Europapokal oder kamen als Drittplatzierte der Gruppenphase aus der Champions League 2003/04 dazu. Bei der 28. Austragung des Pokalsiegerwettbewerbes, konnte mit Ikast-Bording EH zum ersten Mal eine Mannschaft aus Dänemark den Pokal gewinnen.

## 2. Runde
Da die Europäische Handballföderation die Rundenbezeichnungen aller Clubwettbewerbe vereinheitlichte und das Starterfeld im Cup der Pokalsieger relativ klein war, begann dieser erst mit den Spielen der 2. Runde.
Die Hinspiele der 2. Runde fanden zwischen dem 10.–18. Oktober und die Rückspiele zwischen dem 11.–19. Oktober 2003 statt.
|                                | Gesamt    |                             | Hinspiel   | Rückspiel |
| ------------------------------ | --------- | --------------------------- | ---------- | --------- |
| HBC Bascharage                 | 33:76     | Frankfurter HC              | 14:38 (1)  | 19:38 (1) |
| RK Radnički Jugopetrol Belgrad | 69:40     | WHC Ilidža                  | 32:19      | 37:21 (2) |
| Ferrobus Mislata               | 78:32     | Arkatron RTsOP Minsk        | 42:19      | 36:13 (3) |
| Handball Femina Vise           | 31:80     | FCK Håndbold                | 19:38      | 12:42     |
| Üsküdar B. S. K. Istanbul      | 59:53     | HC Florgarden Sorso         | 33:25      | 26:28     |
| Váci NK                        | 71:48     | A.O. Thriamvos Ormi Patras  | 38:27      | 33:21 (4) |
| Leichtathletik Klub Zug        | 39:67     | Byåsen IL                   | 22:35      | 17:32 (5) |
| Union Korneuburg               | 75:43     | Maccabi Kiriat Sharet Holon | 40:24      | 35:19 (6) |
| Egle Vilnius                   | 41:54     | RK Lokomotiva Zagreb        | 21:27 (7)  | 20:27     |
| CD Gil Eanes-Lagos             | 40:40 (8) | KS Zgoda Ruda Śląska        | 19:16      | 21:24 (9) |
| ABU Baku                       | 53:49     | Omni sportverenigung Hellas | 23:24 (10) | 30:25     |

Durch ein Freilos zogen HBC Nîmes, HB Metz Métropole, CS Silcotub Zalău, KSK Luch Moskau und Vorjahresfinalist Spartak Kiew direkt in die 3. Runde ein.

## 3. Runde
Die Hinspiele der 3. Runde fanden zwischen dem 9.–16. Januar und die Rückspiele zwischen dem 10.–17. Januar 2004 statt.
|                      | Gesamt |                                | Hinspiel   | Rückspiel  |
| -------------------- | ------ | ------------------------------ | ---------- | ---------- |
| Ferrobus Mislata     | 71:43  | CD Gil Eanes-Lagos             | 36:21      | 35:22 (11) |
| Union Korneuburg     | 35:61  | KSK Luch Moskau                | 18:31      | 17:30 (12) |
| Byåsen IL            | 48:55  | Váci NK                        | 17:23 (13) | 31:32      |
| Spartak Kiew         | 49:56  | Üsküdar B. S. K. Istanbul      | 22:26      | 27:30      |
| CS Silcotub Zalău    | 65:52  | Frankfurter HC                 | 31:21      | 34:31      |
| ABU Baku             | 37:48  | HB Metz Métropole              | 15:24      | 22:24 (14) |
| RK Lokomotiva Zagreb | 49:52  | FCK Håndbold                   | 26:24      | 23:28      |
| HBC Nîmes            | 57:32  | RK Radnički Jugopetrol Belgrad | 29:17      | 28:15      |

## 4. Runde
In der 4. Runde fanden die Hinspiele vom 14.–15. Februar und die Rückspiele vom 21.–22. Februar 2004 statt.
|                           | Gesamt |                   | Hinspiel | Rückspiel |
| ------------------------- | ------ | ----------------- | -------- | --------- |
| Ferrobus Mislata          | 51:46  | CS Silcotub Zalău | 33:19    | 18:27     |
| FCK Håndbold              | 52:44  | KSK Luch Moskau   | 34:15    | 18:29     |
| HBC Nîmes                 | 44:48  | Váci NK           | 21:24    | 23:24     |
| Üsküdar B. S. K. Istanbul | 37:64  | HB Metz Métropole | 22:33    | 15:31     |

## Viertelfinale
Im Viertelfinale kamen aus der Champions League die dort ausgeschiedenen vier Drittplatzierten der Gruppenphase dazu.
Die Hinspiele fanden vom 12.–13. März und die Rückspiele vom 19.–21. März 2004 statt.
|                            | Gesamt |                   | Hinspiel | Rückspiel |
| -------------------------- | ------ | ----------------- | -------- | --------- |
| Ikast-Bording EH           | 70:56  | Ferrobus Mislata  | 36:26    | 34:30     |
| Alsa Elda Prestigio        | 45:61  | FCK Håndbold      | 20:28    | 25:33     |
| Hypo Niederösterreich      | 60:41  | Váci NK           | 30:15    | 30:26     |
| El Osito L'Eliana Valencia | 49:53  | HB Metz Métropole | 21:25    | 28:28     |

## Halbfinale
Im Halbfinale fanden die Hinspiele vom 17.–18. April und die Rückspiele vom 23.–24. April 2004 statt.
|                   | Gesamt |                       | Hinspiel | Rückspiel |
| ----------------- | ------ | --------------------- | -------- | --------- |
| FCK Håndbold      | 51:68  | Hypo Niederösterreich | 27:29    | 24:39     |
| HB Metz Métropole | 48:55  | Ikast-Bording EH      | 23:21    | 25:34     |

## Finale
Das Hinspiel fand am 15. Mai 2004 im Bundessport- und Freizeitzentrum Südstadt in Maria Enzersdorf und das Rückspiel am 21. Mai 2004 in der Messehalle von Herning statt.
|                       | Gesamt |                  | Hinspiel | Rückspiel |
| --------------------- | ------ | ---------------- | -------- | --------- |
| Hypo Niederösterreich | 57:66  | Ikast-Bording EH | 35:30    | 22:36     |